# Привітненська сільська рада (Млинівський район)
Приві́тненська сільська́ ра́да — колишній орган місцевого самоврядування у Млинівському районі Рівненської області. Адміністративний центр — село Привітне.

## Загальні відомості
- Привітненська сільська рада утворена в 1939 році.
- Територія ради: 26,64 км²
- Населення ради: 643 особи (станом на 2001 рік)

## Населені пункти
Сільській раді підпорядковані населені пункти:
- с. Привітне
- с. Терешів

## Склад ради
Рада складається з 14 депутатів та голови.
- Голова ради: Німець Валентина Миколаївна
- Секретар ради: Нестерук Марія Олександрівна

### Керівний склад попередніх скликань
| Прізвище, ім'я, по батькові | Основні відомості                                                                       | Дата обрання | Дата звільнення |
| --------------------------- | --------------------------------------------------------------------------------------- | ------------ | --------------- |
| Сухий Микола Васильович     | Сільський голова, 1965 року народження                                                  | 26.03.2006   | 31.10.2010      |
| Німець Валентина Миколаївна | Сільський голова, 1967 року народження, освіта середня спеціальна, член Народної партії | 31.10.2010   |                 |

Примітка: таблиця складена за даними сайту Верховної Ради України